# コアッツォーロ
コアッツォーロ（伊: Coazzolo）は、イタリア共和国ピエモンテ州アスティ県にある、人口約300人の基礎自治体（コムーネ）。

## 地理

### 位置・広がり

#### 隣接コムーネ
隣接するコムーネは以下の通り。括弧内のCNはクーネオ県所属を示す。
- カスタニョーレ・デッレ・ランツェ
- カスティリオーネ・ティネッラ (CN)
- マンゴ (CN)
- ネイヴェ (CN)
- サント・ステーファノ・ベルボ (CN)

#### 地震分類
イタリアの地震リスク階級 (it) では、4 に分類される
。

## 行政

### 分離集落
コアッツォーロには、以下の分離集落（フラツィオーネ）がある。
- Bosco, Crosia, Maestra, Neive, Osasca, Valferretti